# Othmar Schneider
Othmar Schneider (27. srpna 1928, Lech am Arlberg – 25. prosince 2012) byl rakouský lyžař, olympijský vítěz ve slalomu a první rakouský lyžař, který získal olympijské zlato v mužských disciplínách v historii. Později se věnoval sportovní střelbě a poté působil jako trenér.
Narodil se v Lechu ve Vorarlbersku. Absolvoval obchodní akademii v Bregenzu, ale nedokončil studia farmacie.
Věnoval se alpskému lyžování. Na olympijských hrách v roce 1952 v Oslu vyhrál slalom a získal stříbro ve sjezdu. Bylo to poprvé, co se Rakousko dočkalo olympijského vítězství ve sjezdovém lyžování v kategorii mužů (o čtyři roky dříve vyhrála Trude Jochumová-Beiserová, pocházející rovněž z Lechu, zlato v alpské kombinaci). Souběžně s olympijskými medailemi získal v Oslu i tituly mistra a vicemistra světa. O dva roky později ve švédském Åre obsadil na mistrovství světa čtvrté místo v obřím slalomu.
V roce 1952 byl vyhlášen nejlepším sportovcem Rakouska.
Vyhrál několik mezinárodních závodů včetně sjezdů ve Wengenu v letech 1951 a 1952. Zúčastnil se ještě olympijských her v Cortině d'Ampezzo v roce 1956, kde obsadil ve slalomu 12. místo.
V 70. letech se účastnil vrcholných soutěží ve sportovní střelbě. V družstvu vybojoval bronz na mistrovství světa v disciplíně libovolná pistole v roce 1974 a na mistrovství Evropy v disciplíně standardní pistole v roce 1975. Největším individuálním úspěchem bylo šesté místo na mistrovství světa ve standardní pistoli v roce 1970. Stal se 34krát mistrem Rakouska.
V roce 1976 byl trenérem rakouské reprezentace střelců z pistole na olympijských hrách v Montrealu.
Po skončení sportovní kariéry se věnoval také lyžařskému podnikání (založil lyžařskou školu v americkém Boyne v Michiganu a v Chile). Později založil v rodném Lechu hotel Kristiania.
Zemřel po delší nemoci v noci z 24. na 25. prosince 2012. Měl dvě dcery.